# Смужки Бема
Смужки Бема (рос. полоски Бёма, англ. Böhm lines, нім. Böhm-Bänder n pl) – у мінералогії – тонкі темні смужки в деформованих зернах кварцу, розміщені майже під прямим кутом до його оптичної осі. Часто збігаються з напрямом погасання. 
Смужки Бема розділяють бласт кварцу на субіндивідуми, чітко відокремлені площини ковзання. Імовірно Смужки Бема утворюються внаслідок ковзання. 

## Інтернет-ресурси
- полоски Бёма [Архівовано 1 березня 2014 у Wayback Machine.]